# Marapana
Marapana é um gênero de traça pertencente à família Arctiidae.